# Tomboló tűz
A Tomboló tűz (eredeti cím: Nou fo) 2021-ben bemutatott kínai/hongkongi film, amelyet Benny Chan rendezett. A főszerepben Donnie Yen és Nicholas Tse látható.

## Cselekmény
A rendőrség nagy erőkkel készül egy rajtaütésre, veszélyes bűnözőket akarnak elfogni, de egy banda közbeavatkozik, ellopják az árut és megölnek sok rendőrt. Cheung egy jó hírű zsaru, aki késve érkezik a helyszínre, így már nem tud mit tenni, csak nyomozni az elkövetők után. De mindenhol falakba ütközik, nincs gyanúsítottja, aztán a képbe kerül Yau, aki régebben rendőr volt, Cheung barátja, de az egyik nyomozás során megölt valakit, Cheung vallomása alapján börtönbe került. A két férfi viszonya jó, kölcsönösen tisztelik egymást, de most a másik oldalon állnak. Yau ki akar rabolni egy bankot, fegyvereket szerez, a nyomokat eltereli, de nem alakul jól a rablás, Cheung a nyomában van, és nem szál le róla, kocsival üldözni kezdi. A rendőrség és Yau bandája között lövöldözés alakul ki a nyílt utcán, dörrennek a géppisztolyok, a töltényhüvelyek ellepik a járdát, sok a sérült, a civilek menekülnek, ahová tudnak. Aztán Yau és Cheung között verekedés alakul ki, Yau két kezében két kés van, Cheung pedig egy viperát szorongat. A küzdelemből Cheung kerül ki győztesen, ezért Yau-ra újra börtön vár. De ő máshogy gondolja, inkább öngyilkos lesz.

## Szereplők
- Donnie Yen – Cheung Sung-Bong
- Nicholas Tse – Yau Kong-Ngo
- Lan Qin – Lam Ho-Ying
- Angus Yeung – Cho Ning
- Patrick Tam – Yuen Ka-Bo
- Deep Ng – Chow Chi-Chun
- Henry Prince Mak – Chiu Chi-Keung